# Calyptranthes banilejoana
Calyptranthes banilejoana är en myrtenväxtart som beskrevs av Brother Alain. Calyptranthes banilejoana ingår i släktet Calyptranthes och familjen myrtenväxter. Inga underarter finns listade i Catalogue of Life.